# Schismatothele lineata
Schismatothele lineata é uma espécie de aranha pertencente à família Theraphosidae (tarântulas).